# Przybylski-csillag
A Przybylski-csillag (HD 101065) gyorsan oszcilláló Ap-típusú csillag a Kentaur csillagképben, mintegy 355 fényévre a Naprendszertől.

## Tulajdonságai

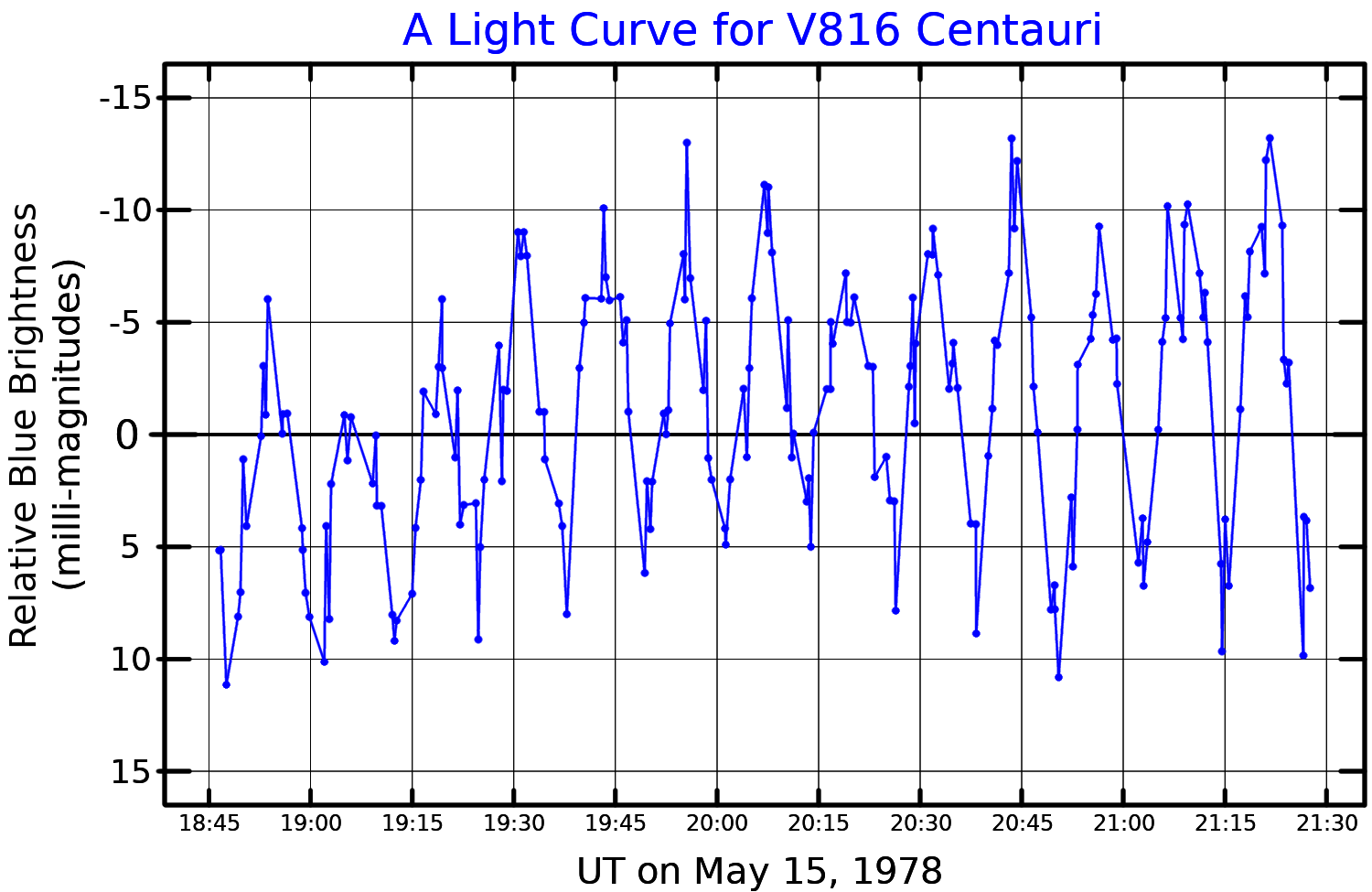
Egy gyorsan oszcilláló Ap-típusú csillag fénygörbéje

A HD 101065 a gyorsan oszcilláló Ap-típusú csillagok osztályának típuscsillaga. 1978-ban, fotometriai módszerrel mutatták ki, hogy 12,15 perces periódussal pulzál.
Kimutatták egy (infravörös fényben) 14 magnitúdós kísérő jelenlétét is 8 ívmásodperc látszó távolságra a főcsillagtól (ami ténylegesen kb. 1000 CsE-nek felelne meg). Későbbi vizsgálatok szerint azonban a megfigyelt objektum valójában több mint kétszer távolabb, mintegy 890 fényévre található tőlünk.
Antoni Przybylski lengyel származású ausztrál csillagász 1961-ben figyelt fel a csillag különös színképére, amely alapján nem lehetett besorolni a hagyományos színképtípusok szerint.
 A csillag spektrumában szokatlanul kevés vas és nikkel látszott, viszont a várhatónál jóval több ritka nehéz elem, így stroncium, holmium, nióbium, szkandium, ittrium, cézium, neodímium, prazeodímium, tórium, itterbium és urán. (Kezdetben úgy tűnt számára, hogy vas egyáltalán nincs is a színképben.) Későbbi kutatások kimutatták, hogy a vascsoport elemei ugyan megtalálhatók a csillagban, de a szokásosnál valamivel kisebb mennyiségben, a lantanoidák és egyéb ritka elemek aránya azonban jelentősen felülmúlja a normális értékeket.
A csillag számos különféle (rövid felezési idejű) aktinoida elemet is tartalmaz, így aktíniumot, protaktíniumot, neptúniumot, plutóniumot, ameríciumot, kűriumot, berkéliumot, kaliforniumot és einsteiniumot. Az einsteinium leghosszabb életű izotópjának felezési ideje mindössze 472 nap. További, a csillagon megfigyelt radioaktív elemek közé tartozik a technécium és a prométium is.
A Przybylski-csillag nagy, 23,8 ± 1,9 km/s sebességgel mozog a környezetében található csillagokhoz képest.

## Elméletek
A csillag sajátos tulajdonságait számos elmélettel próbálják magyarázni. A legérdekesebb ezek közül, hogy a csillagban a stabilitás szigetéhez tartozó, hosszú felezési idejű elemek találhatók (pl. 298fleróvium, 304unbinilium vagy 310unbihexium), és a megfigyelt aktinoidák ezek bomlástermékei, amelyek szekuláris egyensúlyban vannak a szülőelemeikkel.

## Fordítás
- Ez a szócikk részben vagy egészben  a   Przybylski's Star című angol Wikipédia-szócikk ezen változatának fordításán alapul.  Az eredeti cikk szerkesztőit annak laptörténete sorolja fel. Ez a jelzés csupán a megfogalmazás eredetét és a szerzői jogokat jelzi, nem szolgál a cikkben szereplő információk forrásmegjelöléseként.